# Генріх VI (король Англії)
Ге́нріх VI Ланка́стер (англ. Henry VI; 6 грудня 1421, Віндзор — 21 травня 1471, Лондон) — третій і останній король Англії з династії Ланкастерів (з 1422 по 1461 і з 1470 по 1471 рік). Єдиний з англійських королів, що носили під час Сторічної війни і після неї титул «король Франції», хто реально був коронований (1431 рік) і царював на значній частині Франції.

## Король-немовля
Генріх був єдиною дитиною та спадкоємцем короля Генріха V. Він народився 6 грудня 1421 року у Віндзорі та постав на англійський трон після смерті батька 31 серпня 1422 року, у віці восьми місяців. Генріх став королем Франції 21 жовтня 1422 року після смерті свого діда Карла VI на підставі угоди в Труа, укладеної 1420 року. Його матері, Катерині Валуа, було 20 років; як дочка Карла VI вона не мала довіри англійської знаті та її вплив на виховання сина був обмеженим.
28 вересня 1423 року лорди склали присягу на вірність Генріху VI. Було скликано парламент і створено регентську раду, що діяла до повноліття короля. Старший із живих синів короля Генріха IV — Джон, герцог Бедфорд — був призначений головним регентом та узяв на себе керівництво війною у Франції. На час його відсутності уряд Англії очолював його молодший брат — Гемфрі, герцог Глостерський, якого було проголошено «Підтримкою та Опорою королівства». Його обов'язки були обмежені підтриманням миру й можливістю скликання Парламенту. Єпископ Генріх Бофорт (кардинал з 1426 року), дядько Генріха V, відіграв значну роль у раді. Після смерті герцога Бедфорда у 1435 році герцог Глостер претендував на одноосібне регентство, але інші члени ради оскаржили його право.
Починаючи з 1428 року наставником Генріха був граф Ворік, батько якого був активним учасником опозиції правлінню Річарда II.
Одноутробні брати Генріха, Едмунд і Джаспер, сини його матері від другого шлюбу з Овеном Тюдором, згодом отримали графства. Едмунд Тюдор був батьком Генріха Тюдора, який пізніше став королем Генріхом VII.
Генріх був коронований королем Англії у Вестмінстерському абатстві 6 листопада 1429 року, за місяць до свого восьмиліття, й королем Франції у Соборі Паризької Богоматері 16 грудня 1431 року.

## Вступ у владу й політика стосовно Франції
У 1437 році, у рік смерті матері, Генріха було проголошено повнолітнім, та він прийняв правління. При дворі Генріха VI владу мали кілька знатних фаворитів короля, які ніяк не могли дійти спільної думки з приводу війни з Францією. Після смерті короля Генріха V Англія змарнувала вдалий момент у війні, що, поряд із військовими успіхами Жанни д'Арк, дозволило Валуа стабілізувати ситуацію. Молодий король віддав перевагу політиці миру у Франції, тому фракція на чолі з кардиналом Бофортом та Вільямом де ла Полом, графом Саффолком, які ставились до цього питання так само, була ближчою для нього, натомість думка Гемфрі герцога Глостера й Річарда герцога Йорка, які виступали за продовження війни, була проігнорована.

## Шлюб із Маргаритою Анжуйською
Кардинал Бофорт і граф Саффолк переконали короля, що найкращим способом для підтримання миру з Францією був би шлюб із Маргаритою Анжуйською, племінницею дружини короля Карла VII. Генріх погодився ще й тому, що чув розповіді про дивовижну красу Маргарити й відрядив Саффолка на перемовини з Карлом, який погодився віддати свою дочку за умови, що він не надаватиме належний у таких випадках посаг та замість цього отримає землі Анжу й Мену від англійців. На цих умовах було підписано угоду в Турі, але ту частину угоди, де йшлося про Мен та Анжу, було приховано від парламенту. Було зрозуміло, що подібна угода буде вкрай непопулярною в Англії. Весілля відбулось 1445 року.
Генріх порушив обіцянку віддати Мен і Анжу Карлу, знаючи, що подібний хід був би вкрай непопулярним, і герцоги Глостер та Йорк активно виступатимуть проти. Маргарита ж, у свою чергу, була налаштована рішуче. У 1446 році деталі угоди стали відомими, і громадськість обрушилась на Саффолка. Генріх VI і Маргарита були змушені його захищати.